# Zentralfriedhof Friedrichsfelde

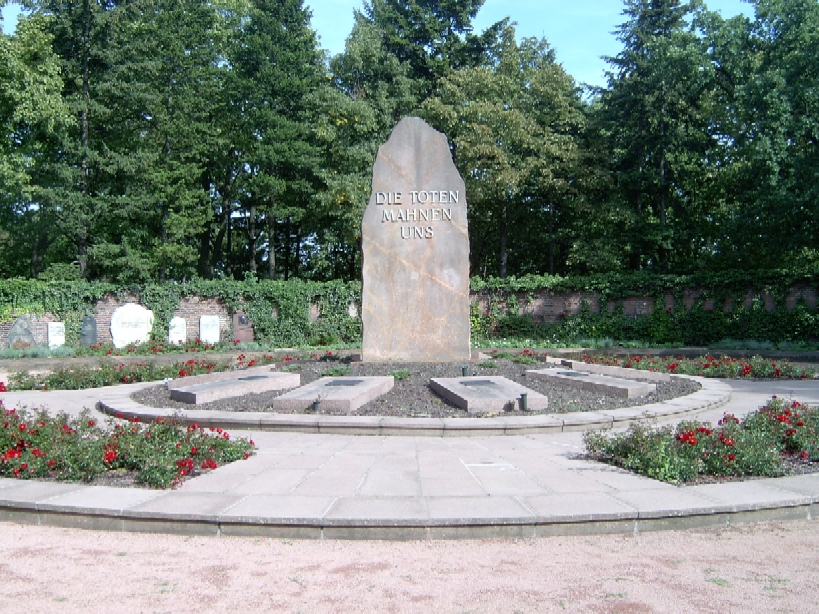
Đài tưởng niệm: tấm bia đá pofia ngay chính giữa và vòng tròn bên trong gồm 10 ngôi mộ.

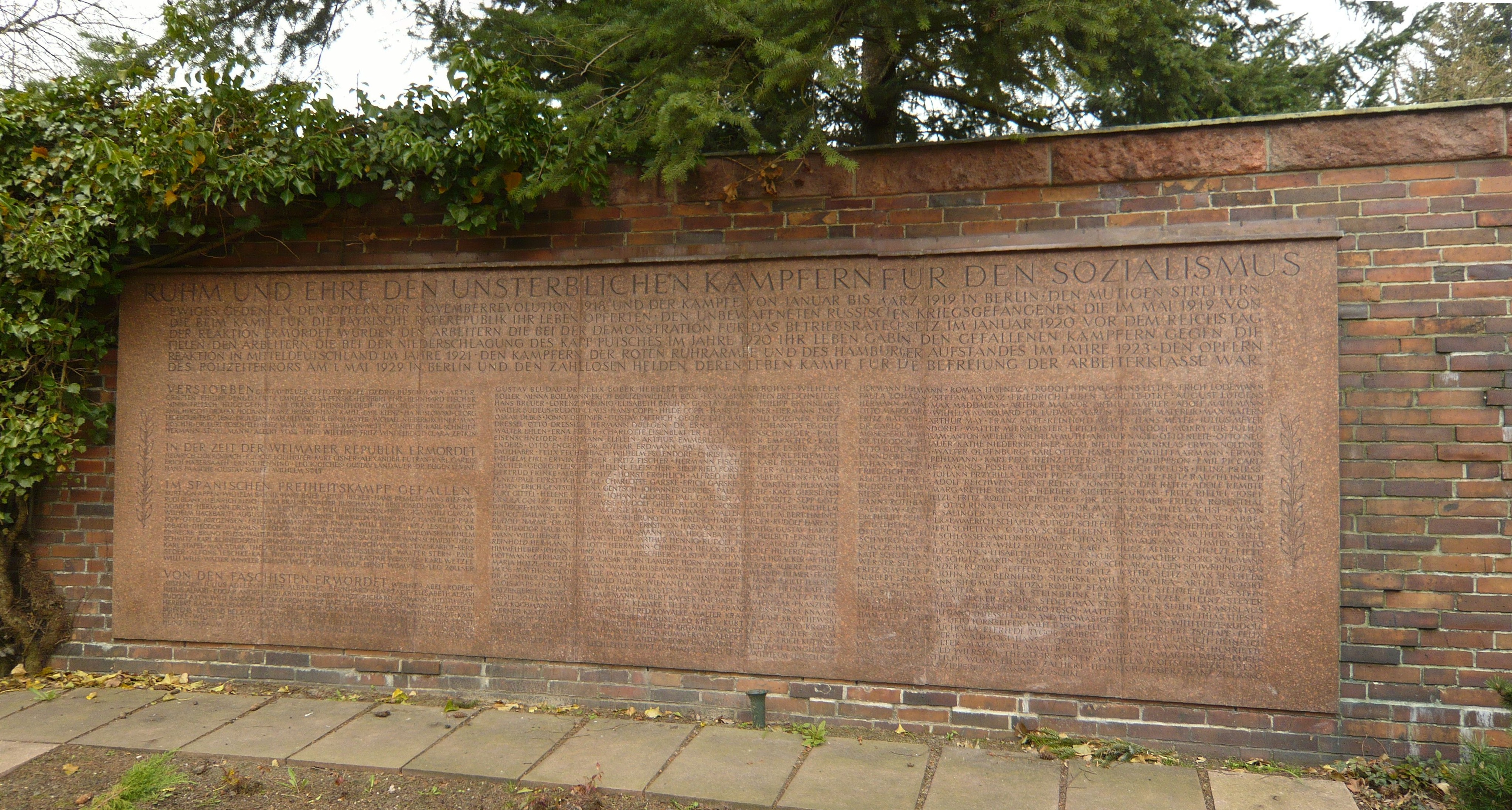
Đài tưởng niệm Chiến sĩ Chủ nghĩa Xã hội Bất tử.

Nghĩa trang Trung tâm Friedrichsfelde (tiếng Đức: Zentralfriedhof Friedrichsfelde) là nghĩa trang ở quận Lichtenberg tại thủ đô Berlin. Đây là nơi chôn cất nhiều chiến sĩ thuộc phe chủ nghĩa xã hội, chủ nghĩa cộng sản và chống đối Đức Quốc xã của Berlin.

## Lịch sử
Khi nghĩa trang vừa mới thành lập vào năm 1881 từng gọi là Nghĩa trang Thành phố Friedrichsfelde Berlin (tiếng Đức: Berliner Gemeindefriedhof Friedrichsfelde). Năm 1900, nhờ vụ chôn cất Wilhelm Liebknecht, người sáng lập Đảng Dân chủ Xã hội (SPD), nghĩa trang bỗng dưng biến thành nơi yên nghỉ của nhiều nhà lãnh đạo và nhà hoạt động trong các phong trào dân chủ xã hội, xã hội chủ nghĩa và cộng sản của Đức. Năm 1919, Karl Liebknecht và Rosa Luxemburg, hai nhà đồng sáng lập Đảng Cộng sản Đức đều được chôn cất tại đây. Tuy vậy, bản báo cáo khám nghiệm tử thi năm 2009 của Charité đã làm dấy lên nghi ngờ về việc liệu Rosa Luxemberg có từng được chôn cất ở đó hay không.
Khi thủ đô Berlin bị chia cắt sau chiến tranh thế giới thứ hai khiến nghĩa trang nằm ngay trong biên giới của Đông Berlin cũng được dùng làm nơi chôn cất các nhà lãnh đạo Đông Đức (CHDC Đức), chẳng hạn như Walter Ulbricht và Wilhelm Pieck, Chủ tịch nước đầu tiên của CHDC Đức.
Kiến trúc sư và giám đốc trường phái Bauhaus tương lai là Ludwig Mies van der Rohe đã góp phần thiết kế nên Đài tưởng niệm Cách mạng vào năm 1926, công trình được xây bằng loại gạch đỏ rộng 12 m (39 ft) và cao 6 m (20 ft) bị Đảng Quốc xã phá hủy vào tháng 1 năm 1935.
Năm 1951, công trình này được thay thế bằng đài tưởng niệm hiện nay mang tên Đài tưởng niệm Thành viên Chủ nghĩa Xã hội  (tiếng Đức: Gedenkstätte der Sozialisten). Đài tưởng niệm này bao gồm một tấm bia đá pofia hoặc tòa tháp đề dòng chữ Die Toten mahnen uns (Người chết nhắc nhở chúng ta) được bao bọc bằng bức tường hình bán nguyệt, bên trong có đặt bia mộ và hủ đựng tro cốt. Xung quanh phiến đá trung tâm là 10 ngôi mộ tưởng nhớ các nhà lãnh đạo xã hội chủ nghĩa hàng đầu, đó là: Karl Liebknecht, Rosa Luxemburg, Ernst Thälmann, Wilhelm Pieck, Walter Ulbricht, Franz Mehring, John Schehr, Rudolf Breitscheid, Franz Künstler (politician) và Otto Grotewohl.
Trên một phần bức tường xung quanh đài tưởng niệm là một tấm bảng lớn ghi tên 327 người đàn ông và phụ nữ đã hy sinh mạng sống của họ trong cuộc chiến chống chủ nghĩa phát xít từ năm 1933 đến năm 1945. Danh sách này gồm có Hans Coppi, Hilde Coppi, Heinrich Koenen, Arvid Harnack, Harro Schulze-Boysen, John Sieg và Ilse Stöbe.